# Cipriano Aguirrezábal
Cipriano Aguirrezábal Gallastegui (né le 28 septembre 1922 à Iurreta et mort le 30 juin 2001 à Durango) est un coureur cycliste espagnol. Professionnel de 1941 à 1950, il a notamment remporté deux étapes du Tour d'Espagne.
Son frère cadet Julián Aguirrezabal a également été cycliste professionnel.

## Palmarès
- 1941
  - 2e de la Prueba Alsasua
- 1942
  - 2e du Grand Prix de Biscaye
- 1943
  - 2e étape du GP Ayutamiento de Bilbao
  - 3e de la Prueba Villafranca de Ordizia
- 1944
  - Prueba Loinaz
  - 3e étape du GP Ayutamiento de Bilbao
  - 6e étape du Tour de Catalogne
  - 2e du Grand Prix de Biscaye
  - 2e de la Subida a Arantzazu
  - 3e de la Subida al Naranco
  - 3e du championnat d'Espagne des régions
- 1945
  - Circuit de Getxo
  - 3e du GP Pascuas
- 1946
  - Circuit de Getxo
- 1947
  - 6e et 7e étapes du Tour d'Espagne
- 1948
  - Cinturón de Bilbao
  - 2e du championnat d'Espagne des régions
- 1949
  - GP San Antonio de Durango
  - 2e du championnat d'Espagne des régions
  - 3e de la Lazkaoko Proba
- 1950
  - GP San Antonio de Durango

## Résultats sur le Tour d'Espagne
Deux participations :
- 1946 : 12e
- 1947 : abandon (12e étape[1]), vainqueur des 6e et 7e étapes